# Estació de Marratxí
Marratxí és una estació de tren de Serveis Ferroviaris de Mallorca. Se situa al nucli marratxiner del Figueral. L'estació es diu així perquè connecta amb la majoria dels nuclis del municipi, principalment amb la Cabaneta i Pòrtol.
L'estació va ser inaugurada el 25 de febrer de 1875 amb la posada en marxa de la Línia Palma-Inca per la Companyia dels Ferrocarrils de Mallorca amb una amplada de la via de tres peus (914 mm). En la seva inauguració, l'estació es va considerar com a simple baixador i només es va construir un edifici de 7 metres d'amplada per 10 de llargària. L'edifici inicialment era una casa de guarda amb espai per a una petita sala d'espera, però entre agost i novembre de 1875 es va aixecar un segon pis que s'utilitzaria com a habitatge del cap d'estació destinant la planta baixa al servei de viatgers. Entre 2013 i 2022 va formar part de l'extinta línia M2 del Metro de Palma, encara que durant els dissabtes, diumenges i festius les línies T2 i T3 de Serveis Ferroviaris de Mallorca hi paraven en no haver servei de metro, i va tornar a formar part únicament del servei de rodalies en tancar la línia.
Actualment disposa de dues vies general i una tercera i una altra d'apartador i estacionament de trens connectada pel costat Palma a l'esquerra de les generals, en sentit ascendent. L'estació té l'edifici original de viatgers a la dreta de les vies, no utilitzable pels passatgers. Hi ha accessos a cadascuna de les dues andanes de l'estació, encara que hi ha un pas inferior per canviar d'andana, amb escales i rampes. L'accés a l'andana de la via 1 es fa per una estructura annexa a l'edifici de viatgers, mentre que l'andana de les vies 2 i 3 disposa d'un petit edifici de viatgers propi. També hi ha un accés per una altra estructura més propera al costat d'Inca. Disposa d'aparcament.
| Procedència/Destinació               | <                                    | Línia            | >         | Procedència/Destinació |
| ------------------------------------ | ------------------------------------ | ---------------- | --------- | ---------------------- |
| Serveis Ferroviaris de Mallorca      |                                      |                  |           |                        |
| Estació Intermodal - Plaça d'Espanya | Polígon de Marratxí                  | Palma - sa Pobla | es Caülls | sa Pobla               |
| Estació Intermodal - Plaça d'Espanya | Polígon de Marratxí                  | Palma-Inca       | es Caülls | Inca                   |
| Estació Intermodal - Plaça d'Espanya | Estació Intermodal - Plaça d'Espanya | Palma-Manacor    | es Caülls | Manacor                |
| Estació Intermodal - Plaça d'Espanya | Polígon de Marratxí                  | M2               | Terminal  | Terminal               |